# Sadkí (Krasnodar)
Sadkí (del ruso: Садки) es un jútor del raión de Primorsko-Ajtarsk del krai de Krasnodar en el sur de Rusia. Está situado en el conjunto de marismas y limanes (limán Ajtarski) que forman la desembocadura del río Kirpili, 13 km al sur de Primorsko-Ajtarsk y 121 km al noroeste de Krasnodar, la capital del krai. Tenía 1 004 habitantes en 2010.
Pertenece al ókrug urbano Primorsko-Ajtarskoye.